# Bruno Fernandes de Souza
Bruno Fernandes das Dores de Souza (* 23. Dezember 1984 in Belo Horizonte) ist ein brasilianischer Fußballtorwart, der aktuell beim brasilianischen Zweitligisten Boa EC unter Vertrag steht. 2013 wurde er gerichtlich verurteilt, die Ermordung seiner Ex-Freundin in Auftrag gegeben zu haben und verbüßte eine mehrjährige Gefängnisstrafe.

## Karriere
Bruno begann seine Karriere bei seinem Jugendverein Atlético Mineiro, für den er in vier Jahren 59 Spiele bestritt. 2006 wechselte er nach São Paulo zum Rivalen SC Corinthians Paulista, für den er jedoch in der ersten Saison kein Spiel absolvierte. Zur kommenden Saison lieh ihn der Verein an den CR Flamengo aus Rio de Janeiro aus, bei denen er nach der Leihe einen Vertrag unterschrieb und anschließend noch weitere zwei Jahre spielte und zwei Tore erzielte.
Wegen des Mordprozesses und seiner Gefängnisstrafe wurde seine Karriere von 2010 bis 2016 unterbrochen. Im März 2017 verpflichtete der brasilianische Zweitligist Boa EC Fernandes kurz nach dessen Haftentlassung im Februar 2017.
Nachdem er seine Einstellung bestätigt hatte, wurden die sozialen Netzwerke von Boa durch Proteste von Internetnutzern geflutet. Trotz dieser Kritik bestätigte der Klub, dass die Anstellung abgeschlossen ist und dass er nicht erwägt, die Entscheidung zurückzunehmen. Darüber hinaus gaben einige Sponsoren des Klubs bekannt, dass sie den Klub verlassen würden, wenn Bruno tatsächlich eingestellt würde. Bruno wurde eingestellt und mehrere Sponsoren verließen den Verein.
Zwei Tage nach der Bekanntgabe der Verpflichtung des Torhüters wurde die Website des Klubs in einem anonymen Protest gehackt. Anstelle der offiziellen Website erschienen Nachrichten, in denen dem Klub vorgeworfen wurde, „Femizid direkt zu unterstützen“. Brunos offizielle Präsentation im Klub fand am 14. März 2017 statt. Er trug das Trikot mit Sponsoren, die den Klub bereits verlassen hatten und weigerte sich, in seiner Präsentation einige Fragen zu beantworten. Am 8. April 2017 debütierte Bruno für Boa gegen den Uberaba SC. Am 25. April 2017 widerrief die STF seine Freilassung und Bruno musste zurück ins Gefängnis.
Nach seiner zweiten Haftentlassung wurde Bruno am 13. August 2019 vom Poços de Caldas FC als eine der Verstärkungen des Teams für die Teilnahme in der dritten Liga der Staatsmeisterschaft von Minas Gerais 2020 angekündigt. Nach Meinungsverschiedenheiten mit der Klubführung verließ er den Klub bereits zwei Monate später wieder.
Am 27. Juli 2020 kündigt Rio Branco FC (AC) die Einstellung von  Bruno an, um in der zweiten Runde der Staatsmeisterschaft von Acre sowie der Série D und im Copa Verde anzutreten. Nach Bekanntgabe des Vertrags kündigte die Supermarktkette Arasuper, der einzige Sponsor des Vereins, seinen Vertrag mit dem Verein. Am 22. Oktober 2020 erzielte Bruno im Série D Heimspiel gegen den Bragantino Clube do Pará erstmals wieder ein Tor (per Elfmeter). Der Klub geriet in den sozialen Medien unter Beschuss, nachdem dieser Brunos Tor gefeiert hatte. Am 18. Januar 2021 wurde sein Ausscheiden aus dem Verein bekannt gegeben. Bruno wollte seinen bis Ende des Monats laufenden Vertrag nicht verlängern.
Im Mai 2021 gab Bruno einen neuen Kontrakt beim  EC Atlético Carioca. Für den Klub sollte er in der fünften Liga der Staatsmeisterschaft von Rio de Janeiro antreten. Nach zwei Spielen (ein Tor) gab Bruno am 13. Juli 2021 seinen Rücktritt als Fußballspieler. Als Grund gab er anhaltenden Mediendruck an. Für seine Zukunft plante er als Investor aufzutreten.

## Mord an Eliza Samudio
CR Flamengo suspendierte Bruno im Juli 2010, nachdem dieser sich der Polizei stellte, die gegen ihn wegen Mordes an Eliza Samudio, seiner ehemaligen seit Juni 2010 vermissten Geliebten, ermittelte. Mit ihm wurden auch seine Ehefrau und weitere seiner Freunde verhaftet. Die Leiche der Frau wurde bisher nicht gefunden.
Unabhängig von der Mordanklage wurde Bruno im Dezember 2010 wegen Entführung und Misshandlung seiner damaligen Freundin vom Oktober 2009 zu viereinhalb Jahren Haftstrafe verurteilt. Die Verteidigung kündigte Berufung an. Ein Freund von Bruno wurde wegen Beihilfe zu einer mehrjährigen Gefängnisstrafe verurteilt.
Im März 2013 bestätigte Bruno vor Gericht, dass Eliza Samudio ermordet worden sei. Er habe die Tat billigend in Kauf genommen, sei jedoch weder Täter noch Auftraggeber gewesen. Am 8. März 2013 befand ihn das Schwurgericht in Contagem schuldig, die Ermordung von Eliza Samudio in Auftrag gegeben zu haben. Er wurde zu einer Haftstrafe von 22 Jahren und drei Monaten verurteilt. Im Februar 2017 wurde Bruno vorzeitig aus der Haft entlassen, die Reststrafe auf Bewährung ausgesetzt. Im April 2017 wurde entschieden, dass Fernandes seine Strafe weiter im Gefängnis absitzen muss.
Im Jahr 2019 wurde er aus der Haft in den Hausarrest entlassen und bekam die Erlaubnis, wieder Fußball zu spielen. 2020 wurde er von Valdemar Neto für den Viertligisten Rio Branco FC angeheuert. Rose Costa, Trainerin der Frauenteams des Klubs, trat aus Protest zurück. Die Staatsanwaltschaft Acres beantragte, ihn auch während der Spiele zum Tragen einer Fußfessel zu verpflichten.

## Erfolge
Flamengo
- Copa do Brasil: 2006
- Campeonato Brasileiro de Futebol: 2009

## Filme
- Ein unsichtbares Opfer: Der Fall Eliza Samudio, Netflix (2024) True-Crime-Doku 101 min.